# Свобода (альбом Кристины Орбакайте)
| Оценки критиков | Оценки критиков |
| Источник        | Оценка          |
| --------------- | --------------- |
| InterMedia      | 7,5/10          |

«Свобода» — двенадцатый студийный альбом российской певицы Кристины Орбакайте, выпущенный 2 июля 2021 года на лейбле «Первое музыкальное издательство». На альбом были включены все синглы, выпущенные певицей с 2016 года, а также новая песня.

## Отзывы критиков
Алексей Мажаев из InterMedia отметил, что пластинка вполне может восприниматься как номерной альбом, «причём очень качественный». Он заметил, что хоть это типичный попсовый диск, но по ходу прослушивания слушатель может оценить и стилистический диапазон певицы, и её вкус, и её чутьё на хиты, и её профессионализм. Кроме того, по его мнению, Орбакайте всё чаще демонстрирует свой «театр песни», берясь за жанровые и эксцентричные произведения и замечательно с ними справляясь.

## Список композиций
| №                   | Название                 | Автор(ы)                                            | Длительность |
| ------------------- | ------------------------ | --------------------------------------------------- | ------------ |
| 1.                  | «Я — Кристина Орбакайте» | Ольга Животкова, Андрей Тимощик                     | 3:13         |
| 2.                  | «Пьяная вишня»           | Антон Пустовой                                      | 3:30         |
| 3.                  | «Свобода»                | Дмитрий Коновалов                                   | 3:05         |
| 4.                  | «Она»                    | Антон Пустовой                                      | 3:09         |
| 5.                  | «Я считаю шагами недели» | Алексей Золотарёв, Леонид Молочник, Михаил Гуцериев | 3:19         |
| 6.                  | «Лайт»                   | Юлия Самойлова                                      | 3:09         |
| 7.                  | «Фарс»                   | Антон Пустовой                                      | 3:00         |
| 8.                  | «Я не грущу и не жалею»  | Алексей Малахов                                     | 3:01         |
| 9.                  | «Теряю»                  | Антон Пустовой                                      | 2:57         |
| 10.                 | «Новый год, Come On»     | Антон Пустовой                                      | 3:34         |
| 11.                 | «Будь со мной»           | Максим Ласкавый, Майкл Бартфельд                    | 3:44         |
| 12.                 | «Подшофе»                | Антон Пустовой                                      | 3:07         |
| Общая длительность: | Общая длительность:      | Общая длительность:                                 | 38:54        |